# Ordem dos Frades Menores Capuchinhos
A Ordem dos Frades Menores Capuchinhos (Ordo Fratrum Minorum Capuccinorum em latim, OFMCap), também conhecidos em português como Barbadinhos ou Barbonos, é uma ordem religiosa da família franciscana, aprovada como um ramo da primeira ordem de São Francisco de Assis em 1528 pelo Papa Clemente.

## Origens
A reforma dos capuchinhos se deu por volta de 1525, quando Matteo da Bascio, originário da região de Marche, na Itália, um Franciscano Observante, se deu conta de que a regra não estava sendo vivida na radicalidade e que a roupa vestida pelos Franciscanos não era do mesmo tipo que a vestida por São Francisco de Assis. Assim, ele fabricou um capuz pontudo e começou a andar como um itinerante. Logo após se juntaram a ele o frei Ludovico de Fossombrone e seu irmão, frei Rafael Tenaglia. O primeiro era presbítero, e foi quem proporcionou a realização da Reforma. Nessa época a Ordem dos Menores já estava dividida entre Franciscanos Conventuais e Franciscanos Observantes, pela bula "ite vos" do Papa Leão X.

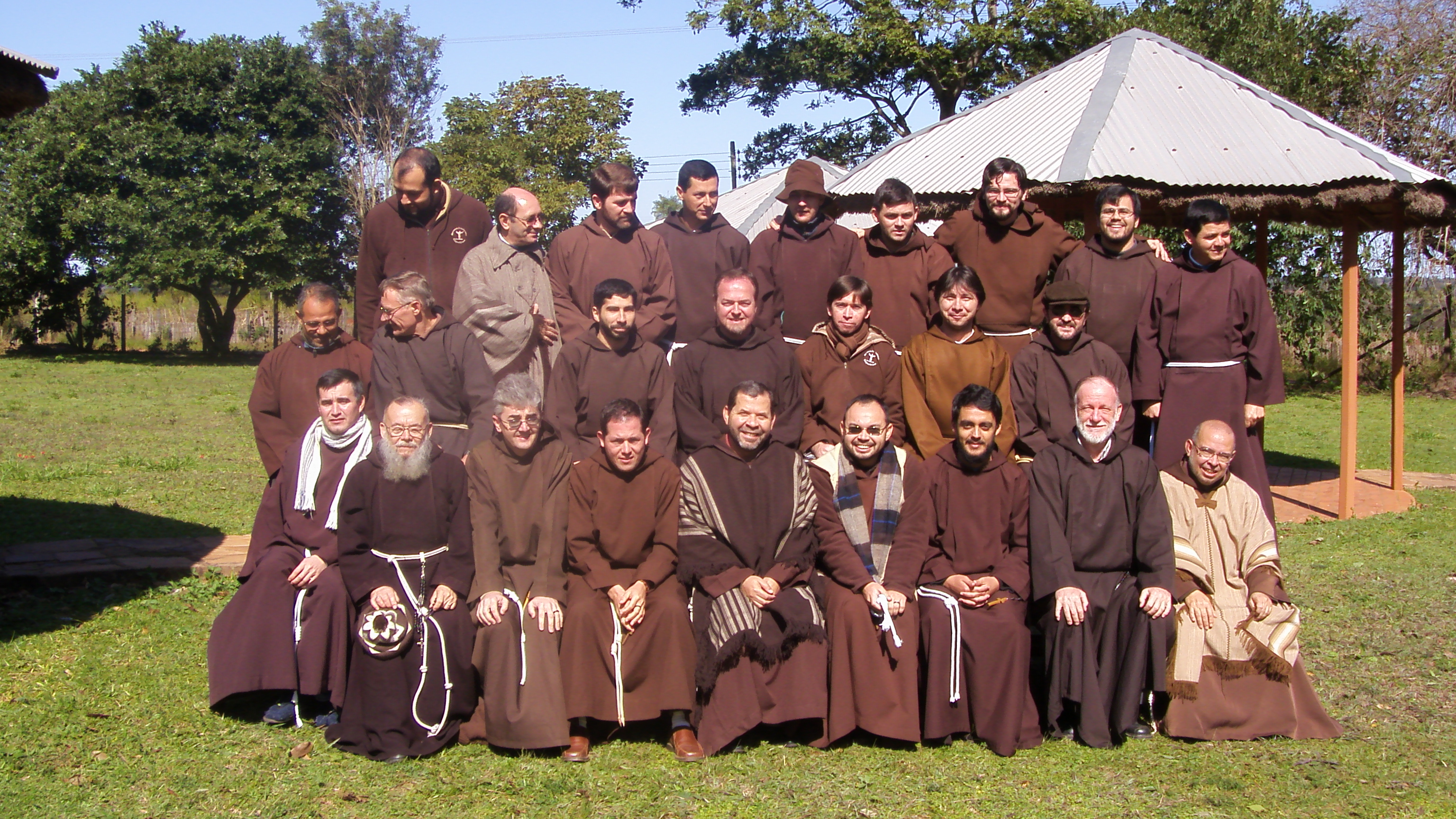
Grupo de frades capuchinhos com os seus hábitos religiosos franciscanos.

Seus superiores tentaram suprimir essas inovações, mas em 1528 conseguiram obter uma bula do Papa Clemente VII. Foi-lhes dada a permissão de viver como eremitas, de vestir-se com o novo hábito, usarem barba, além de gozarem dos mesmos direitos dos camaldulenses. Essas permissões não foram dadas somente a eles, mas também a todos que quisessem se juntar aos mesmos, a fim de restaurarem a obediência à Regra de São Francisco. 
Os Franciscanos Observantes se opuseram ao movimento, mas os Conventuais o apoiaram, de modo que os primeiros reformadores capuchinhos se juntaram em um movimento que se intitulou Frades Menores de Vida Eremítica, ligada aos Franciscanos Conventuais, mas com vigário próprio, embora sujeito à jurisdição do Geral dos Conventuais. 
O nome popular de Capuchinho deriva do nome do capuz usado por eles (capuccino), no início foi como um apelido depois se tornou o nome oficial da reforma.

### Capuchinhos no Brasil
Os Capuchinhos se instalaram oficialmente no Brasil em 1642, estabelecendo-se primeiramente em Olinda-PE e depois em Recife-PE, onde se encontra o Convento da Penha que é o convento capuchinho mais antigo do Brasil. 

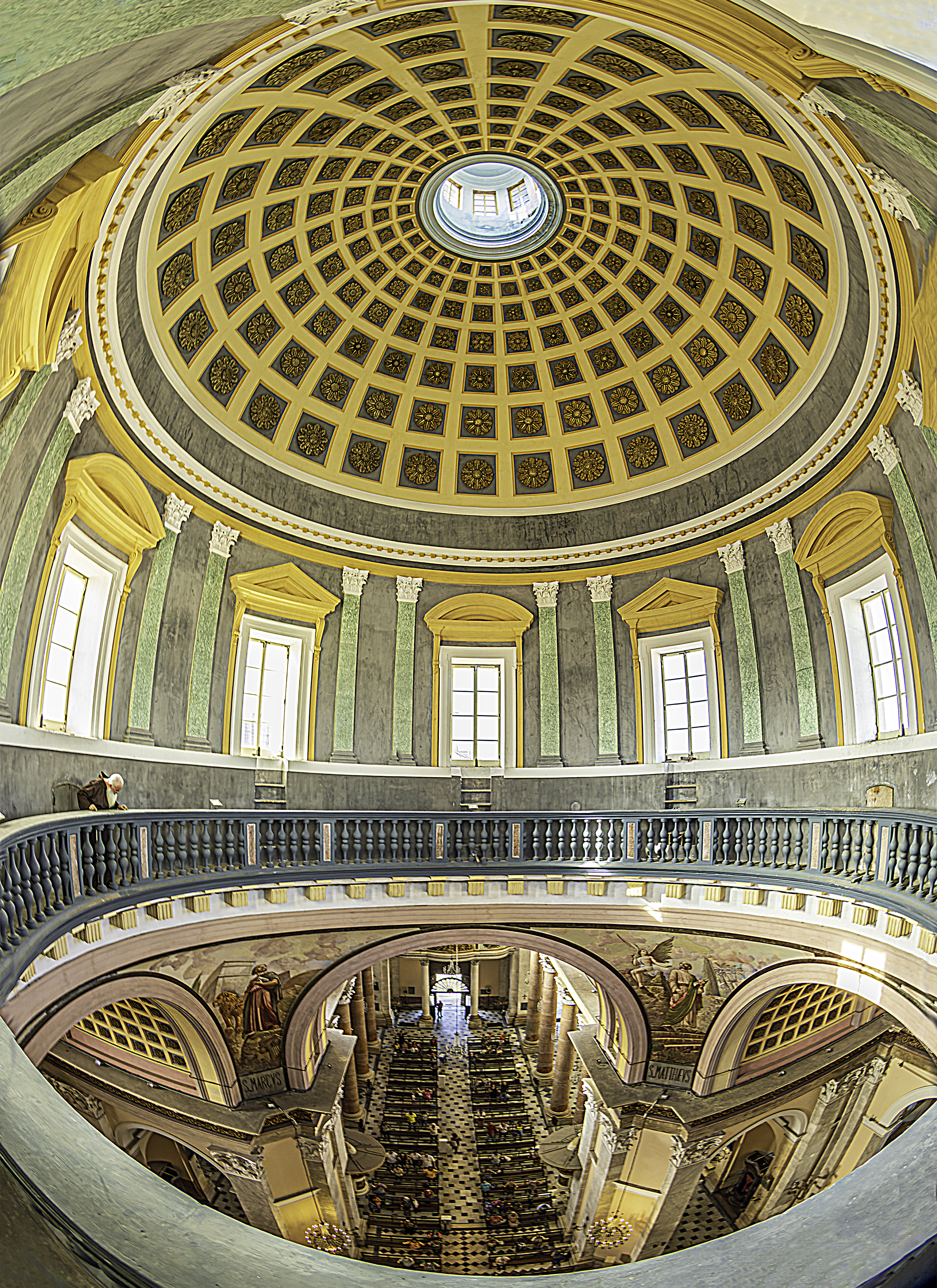
Basílica da Penha do Recife, berço da Ordem dos Capuchinhos no Brasil.

Sem considerar na história oficial das missões no Brasil a sua participação, entre 1612 e 1615, na tentativa de criação da França Equinocial, adota-se a data em que foram capturados pelos holandeses em São Tomé (São Tomé e Príncipe) e trazidos para o Brasil, ao território da atual Província dos Capuchinhos do Nordeste, onde Maurício de Nassau, tolerante, lhes permitiu o trabalho missionário. A presença da Ordem teria uma grande influência local. São os capuchinhos os fundadores da aldeia de Nossa Senhora dos Remédios do Rio de Contas (1657), núcleo da atual cidade de Itacaré. 
A ordem foi bastante ativa entre 1670 e 1700, como demonstra a relação das aldeias de franciscanos capuchinhos no rio São Francisco e suas missões no curso inferior do rio. Ficaram famosos nomes como o dos frades Martin de Nantes, Bernard de Nantes, François de Domfront, Anastácio de Audierne, José de Chanteugontier ou Chateaugontier, entre outros.
Nas aldeias, as relações entre os índios, os portugueses reinóis e os negros eram complexas, muito mais do que as relações exclusivas entre índios e padres. Em 1740, as aldeias entraram em crise, com fugas e rebeliões indígenas. Já não contavam mais com a proteção da poderosa família de Garcia d´Ávila. Perderam em 1759 definitivamente a administração das aldeias.

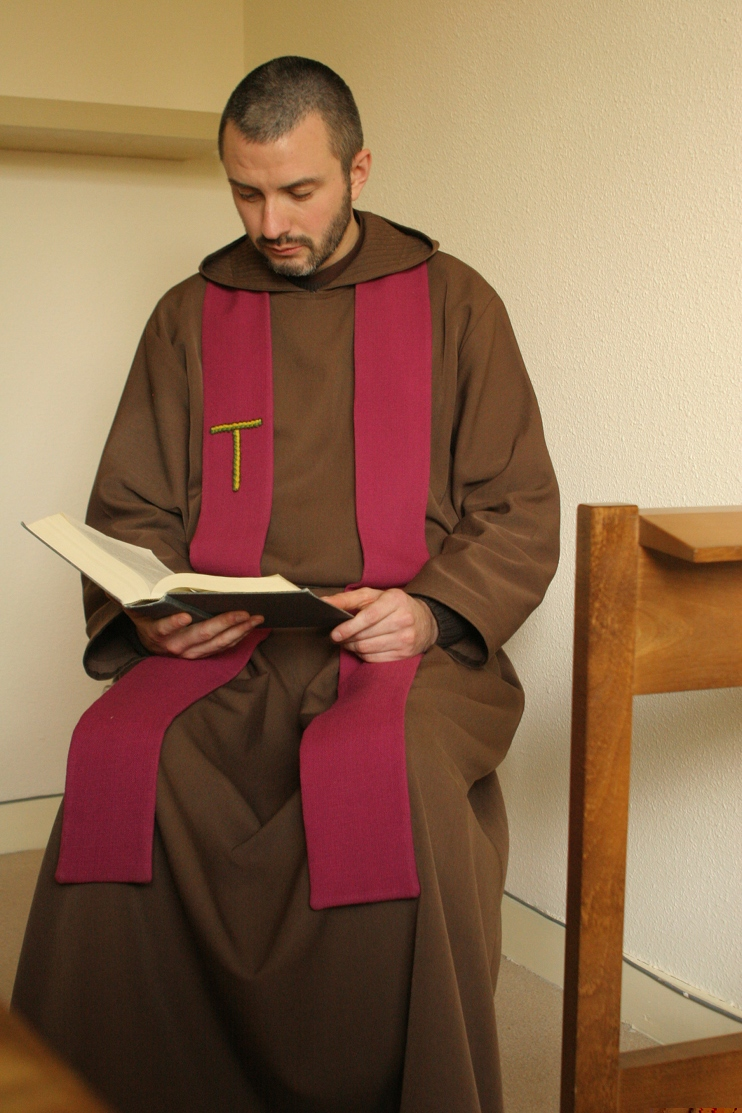
Um sacerdote frade capuchinho confessor.

São remanescentes desses trabalhos realizados em terras pernambucanas os frades da Província de Nossa Senhora da Penha do Nordeste do Brasil, que realizaram muitas ações pela população local. Ícone desse apostolado nordestino foi o frei Damião de Bozzano, que pregou incansavelmente Santa Missões nos estados de Pernambuco; Paraíba; Alagoas; Rio Grande do Norte e Ceará.  

#### Os Capuchinhos no Rio Grande do Sul
No dia 18 de janeiro de 1896, chegaram em Garibaldi os primeiros frades Capuchinhos no Rio Grande do Sul: frei Bruno de Gillonnay e frei Leão de Montsapey. Eram franceses da Sabóia, província restaurada em 30 de janeiro de 1841, após as perseguições da Revolução Francesa. A missão original era atender os imigrantes italianos. O espírito missionário e campo de ação apostólica expandiram-se geograficamente. Em seguida, no dia 18 de junho de 1898, foi aberto o primeiro seminário para acolher vocações nativas. 
As missões populares, a ação paroquial, o espírito missionário, a pregação popular, a alegria franciscana, a simplicidade de vida, as devoções religiosas, a disponibilidade contínua para atender as necessidades, desencadearam um movimento multiplicador de vocações e frentes apostólicas. No dia 24 de julho de 1942, tornou-se província, com abrangência no estado do Rio Grande do Sul e pequena parte de Santa Catarina. 
A Província Sagrado Coração de Jesus, Rio Grande do Sul, tornou-se numericamente sólida e geograficamente abrangente. Esteve presente em São Paulo, Portugal, África, Nicarágua e França. Fundou a Província Nossa Senhora de Fátima, no Brasil Central. Mantém a Custódia São Francisco de Assis, Brasil Oeste, Mato Grosso e Rondônia, e a Frente Missionária no Haiti, recentemente.
Também no Rio Grande do Sul, os Capuchinhos investiram na comunicação, sensíveis aos apelos dos papas, num movimento de expansão missionária do projeto de evangelização. A ordem fundou a Rádio Difusora em 27 de outubro de 1934, inspirados pela encíclica Rerum eclesiae do Papa Pio XI e a TV Difusora que entrou no ar em 10 de outubro de 1969, inspirados pelas encíclicas Evangelii Praecones do Papa Pio XII e Princeps Pastorum do Papa João XXIII. Ambas as emissoras foram vendidos em 1980 para o Grupo Bandeirantes de Comunicação e são hoje as atuais Rádio Bandeirantes Porto Alegre e TV Bandeirantes Rio Grande do Sul, importantes veículos de comunicação do estado. Os Capuchinhos também possuem duas redes de rádio: a Rede Maisnova FM, com 11 estações de rádio na Serra Gaúcha, e nas regiões norte e zona sul, e a Tua Rádio, com estações na Serra Gaúcha e no norte do estado.

## Bispos pertencentes à Ordem

### Bispos capuchinhos no Brasil
- Dom Adalberto Paulo da Silva
- Dom Agostinho José Sartori
- Dom Alcimar Caldas Magalhães
- Dom Ângelo Domingos Salvador
- Dom Antônio Eliseu Zuqueto
- Dom Antônio Roberto Cavuto
- Dom Cláudio Nori Sturm
- Dom Clóvis Frainer
- Dom Franco Cuter
- Dom Geraldo Nascimento
- Dom Inácio João Dal Monte
- Dom Itamar Vian
- Dom João Alves dos Santos
- Dom Jorge Scarso
- Dom José Gislon
- Dom José Soares Filho
- Dom José Ubiratan Lopes
- Dom Luís Gonzaga Silva Pepeu
- Dom Magnus Henrique Lopes
- Dom Manoel Delson Pedreira da Cruz
- Dom Marcelino Correr
- Dom Mário Marquez
- Dom Orlando Octacílio Dotti
- Dom Osório Bebber
- Dom Rubival Cabral Britto
- Dom Serafim Faustino Spreafico
- Dom Severino Batista de França
- Dom Vital Maria Gonçalves de Oliveira
- Dom Venâncio de São João Del Rei
- Dom José Ruy Gonçalves Lopes

## Santos e beatos

### Santos
| Benedito            | 1526/1589 | Bernardo da Corleone          | 1605/1667 | Conrado de Parzham             | 1818/1894 |
| Crispim de Viterbo  | 1668/1750 | Fidélis de Sigmaringa         | 1578/1622 | Félix de Cantalice             | 1515/1587 |
| Félix de Nicósia    | 1715/1787 | Francisco Maria de Camporosso | 1804/1866 | Inácio de Laconi               | 1701/1781 |
| Inácio de Santhià   | 1686/1770 | José de Leonessa              | 1556/1612 | Leopoldo Mandic de Castelnuovo | 1866/1942 |
| Lourenço de Brindes | 1559/1619 | Pio de Pietrelcina            | 1887/1968 | Serafim de Montegranaro        | 1540/1604 |
| Verônica Giuliani   | 1660/1727 |                               |           |                                |           |

### Beatos
| Agatângelo de Vendome              | 1598/1638 | Ambrósio de Benaguacil             | 1870/1936 | André Jacinto Longhin        | 1863/1936 |
| Ângela Maria Astorch               | 1592/1665 | Ângelo de Acri                     | 1669/1739 | Aniceto Koplin               | 1875/1941 |
| Apolinário de Posat                | 1739/1792 | Aurélio de Vinalesa e companheiros | 1896/1936 | Bento de Urbino              | 1560/1625 |
| Berardo de Lugar Nuevo de Fenollet | 1867/1936 | Bernardo de Offida                 | 1604/1694 | Boaventura de Puzol          | 1897/1936 |
| Cassiano de Nantes                 | 1607/1638 | Diogo José de Cádiz                | 1743/1801 | Fidélis Chojnacki            | 1906/1942 |
| Fidélis de Puzol                   | 1856/1936 | Floriano Stepniak                  | 1912/1942 | Flórida Cevoli               | 1685/1767 |
| Germano de Carcagente              | 1895/1936 | Henrique de Almazora               | 1913/1936 | Henrique Krzysztofk          | 1908/1942 |
| Honorato Kozminski de Biala        | 1829/1916 | Inocêncio de Berzo                 | 1844/1890 | Isabel Calduch Rovira        | 1882/1936 |
| Jeremias de Valacchia              | 1556/1625 | João Luís Loir de Besançon         | 1720/1794 | Joaquim de Albocácer         | 1879/1936 |
| José (Tous y Soler) de Igualada    | 1811/1871 | Leopoldo de Alpandeire             | 1866/1956 | Marcos de Aviano             | 1631/1699 |
| Maria Felícia Masiá Ferragut       | 1890/1936 | Maria Jesus Masiá Ferragut         | 1882/1936 | Maria Madalena Martinengo    | 1687/1737 |
| Maria Teresa Kowalska              | 1902/1941 | Maria Verônica Masiá Ferragut      | 1884/1936 | Milagres Ortells Gimeno      | 1882/1936 |
| Modesto de Albocácer               | 1880/1936 | Nicolau de Gesturi                 | 1882/1958 | Pacífico de Valência         | 1874/1936 |
| Pedro de Benisa                    | 1876/1936 | Protásio Bourdon de Seéz           | 1747/1794 | Sebastião Francisco de Nancy | 1749/1794 |
| Santiago de Rafelbuñol             | 1909/1936 | Sinforiano Ducki                   | 1888/1942 |                              |           |

### Causas em andamento
| Alexandre Labaca Ugarte                            | 1920/1987  | Venerável Aloísio Amigo y Ferrer                 | 1854/1934 | Ambrósio de Santibànez e 2 companheiros      | – /1936    |  |
| Venerável Anastasius Hartmann                      | 1803/1866  | Venerável André de Burgio                        | 1705/1772 | André de Palazuelo e 31 companheiros         | – /1936    |  |
| Ângelo de Canete e 6 companheiros                  | – /1936    | Berardo de Visantona e 6 companheiros            | – /1936   | Venerável Angélico de None                   | 1875/1953  |  |
| Angélico Lipani                                    | 1842/1920  | Antônio Maria de Lavaur                          | 1855/1907 | Antônio de Olivadi                           | 1653/1720  |  |
| Arsênio de Trigolo                                 | 1849/1909  | Venerável Benedita Bianchi Porro                 | 1936/1964 | Bento de Beaucaire e 4 companheiro           | 1730/1790] |  |
| Bento de Santa Coloma de Gramenet e 2 companheiros | 1892/1936  | Venerável Boaventura Barberini                   | 1674/1743 | Carlos de Abbiategrasso                      | 1825/1859  |  |
| Cecílio Maria da Costa Serina                      | 1885/1984  | Cirilo João Zorhabian                            | 1881/1972 | Venerável Concetta Bertoli                   | 1908/1956  |  |
| Consolata Betrone                                  | 1903/1946  | Venerável Daniel de Torricella                   | 1867/1945 | Daniel de Samarate                           | 1876/1929  |  |
| Elísio de Orhuela e 2 companheiros                 | – /1936    | Venerável Estêvão de Adoain                      | 1808/1880 | Estêvão de Dublin                            | 1869/1923  |  |
| Félix de Marola                                    | 1713/1787  | Fortunato Bakalski                               | 1916/1952 | Francisca do Espírito Santo (Carolina Baron) | 1820/1882  |  |
| Francisca Teresa Rossi                             | 1837/1918  | Venerável Francisco de Bérgamo                   | 1536/1626 | Venerável Francisco de Lagonegro             | 1717/1804  |  |
| Francisco de Licodia                               | 1600/1682  | Francisco Maria de França                        | 1853/1913 | Francisco Simon y Rodenas                    | 1849/1914  |  |
| Venerável Francisco Solano Casey                   | 1870/1957  | Francisco Massimiano Valdes                      | 1908/1982 | Venerável Genoveva de Tróia                  | 1887/1949  |  |
| Inês Arango                                        | –/1936     | Venerável Jesualdo de Régio Calábria             | 1725/1803 | Jerônimo de Cammarata                        | 1549/1627  |  |
| José de Santo Elpídio                              | 1885/1974  | Venerável Jorge de Augusta                       | 1696/1762 | Guido Maria de Lugliano                      | 1681/1763  |  |
| Guilherme Massaia                                  | 1809/1889  | Venerável Joaquim de Canicattì                   | 1831/1905 | João Pedro de Sesto San Giovanni             | 1868/1913  |  |
| José de Carabantes                                 | 1628/1694  | José de Palermo                                  | 1864/1886 | Inácio de Monzon                             | 1532/1613  |  |
| Inocêncio de Caltagirone                           | 1589/1655  | Venerável Lourenço de Zibello                    | 1695/1781 | Ludovico de Mazzarino                        | 1708/1764  |  |
| Marcelino de Capradosso                            | 1873/1909  | Maria Clara de São Francisco                     | 1878/1933 | Maria Costança Panas                         | 1896/1963  |  |
| Maria Diomira do Verbo Encarnado                   | 1708/1768  | Maria Francisca Foresti                          | 1878/1953 | Maria Francisca Ticchi                       | 1887/1922  |  |
| Venerável Maria Lourença Longo                     | 1463/1542  | Venerável Maria Madalena do Santíssimo Cruxifixo | 1901/1929 | Venerável Maria Rosa Pellesi                 | 1917/1972  |  |
| Mariano de Turim                                   | 1906/1972  | Mateus de Agnone                                 | 1563/1616 | Venerável Nicola de Lagonegro                | 1707/1792  |  |
| Venerável Honorato de Paris                        | 1566/1624  | Pedro de San Pietro Clarenza                     | 1881/1939 | Venerável Raniero de Borgo San Sepolcro      | 1511/1589  |  |
| Rafael de Sant’Elia a Pianisi                      | 1816/1901  | Romano Coutty de São Cláudio                     | 1905/1979 | Serafim Luís Kaszuba                         | 1910/1977  |  |
| Serafim de Pietrarubbia                            | 1875/1960  | Venerável Tomás de Olera                         | 1563/1631 | Tiago de Balduína                            | 1900/1948  |  |
| Venerável Tiago de Ghazir                          | 1875/1954  | Tomás de San Donato                              | 1578/1648 | Úmile de Gênova                              | 1898/1969  |  |
| Verônica do Menino Jesus                           | 1870/1950  | Venerável Victrício de Eggenfelden               | 1842/1924 | Ursula Micaela Morata                        | 1628/1703  |  |
| Venerável Frei Damião de Bozzano                   | 1898/ 1997 | Servo de Deus Frei Gabriel de Frazzanò           | 1907/1973 |                                              |            |  |